# Jorgos Seferis
Jorgos Seferis (Smirna, 13. ožujka 1900. – Atena, 20. rujna 1971.) bio je grčki književnik i dobitnik Nobelove nagrade za književnost za 1963. godinu.